# Ghiacciaio McKinnon
Il McKinnon è un ghiacciaio situato sulla costa di Lars Christensen, in Antartide. In particolare il ghiacciaio, il cui punto più alto si trova circa 890 m s.l.m., è situato nella zona centrale della dorsale Aramis, una diramazione dei monti del Principe Carlo, e qui fluisce verso sud-est, partendo dal ghiacciaio Nemesi, fino ad arrivare al lago Beaver, nella parte orientale della suddetta dorsale.

## Storia
Il ghiacciaio McKinnon è stato scoperto nel gennaio 1957 dal  reparto meridionale di una delle spedizioni australiane di ricerca antartica (ANARE) comandato da W. G. Bewsher ed è stato così battezzato dal Comitato australiano per i toponimi e le medaglie antartici in onore di Graeme W. McKinnon, ufficiale geografico della Divisione Antartica Australiana e ufficiale in comando della spedizione facente parte delle ANARE nei monti del Principe Carlo avvenuta nel 1969.